# Съжаление
Съжалението е емоцията на човек, който желае да е взел различно решение в миналото, защото последствията от решението са били неблагоприятни.
Съжалението е свързано с възприеманата възможност. Неговата интензивност варира във времето след решението, по отношение на действие срещу бездействие и по отношение на самоконтрола в определена възраст. Смята се, че самообвинението, което идва със съжаление, стимулира коригиращи действия и адаптиране.
В западните общества възрастните изпитват най-голямо съжаление относно избора на своето образование.

## Определение
Съжалението е определено от психолозите в края на 1990-те години като „отрицателна емоция, основана на възходящо, самофокусирано, противоположно заключение“. Друга дефиниция е „отвратително емоционално състояние, предизвикано от несъответствие в стойностите на резултатите от избрани спрямо неизбрани действия“. Съжалението се различава от разкаянието по това, че хората могат да съжаляват за неща извън техния контрол, но разкаянието показва чувство на отговорност за ситуацията.<ref name=":1">